# Планёр Гимли
Планёр Гимли (англ. Gimli Glider) — неофициальное название одного из авиалайнеров Boeing 767-233 авиакомпании Air Canada, полученное им после авиационной аварии, произошедшей в субботу 23 июля 1983 года. Этот самолёт выполнял плановый внутренний рейс AC143 по маршруту Монреаль — Оттава — Эдмонтон, во время которого (вскоре после вылета из Оттавы) у него закончилось авиатопливо и остановились оба двигателя. После продолжительного планирования лайнер успешно приземлился на неиспользуемом военном аэродроме Гимли в Манитобе. Все находившиеся на его борту 69 человек (61 пассажир и 8 членов экипажа) выжили; 10 пассажиров получили ранения.

## Самолёт
Boeing 767-233 (регистрационный номер C-GAUN, заводской 22520, серийный 047) был выпущен в 1983 году (первый полёт совершил 10 марта). 30 марта того же года был передан авиакомпании Air Canada. Оснащён двумя турбовентиляторными двигателями Pratt & Whitney JT9D-7R4D.

## Экипаж
- Командир воздушного судна (КВС) — 48-летний Роберт Пирсон (англ. Robert Pearson). Налетал свыше 15 000 часов.
- Второй пилот — 36-летний Морис Кенталь (фр. Maurice Quintal). Налетал свыше 7000 часов.

В салоне самолёта работали шестеро бортпроводников.

## Хронология событий

### Отказ двигателей
На высоте 12 000 метров прозвучал сигнал, предупреждающий о низком давлении в топливной системе двигателя № 1 (левого). Бортовой компьютер показывал, что авиатоплива более чем достаточно, но его показания, как затем выяснилось, были основаны на введённой в него ошибочной информации. Оба пилота решили, что неисправен топливный насос, и отключили его. Поскольку баки расположены над двигателями, под действием силы тяжести авиатопливо должно было поступать в двигатели без насосов (самотёком). Но через несколько минут прозвучал аналогичный сигнал двигателя № 2 (правого), и пилоты решили изменить курс на Виннипег (ближайший подходящий аэропорт). Несколько секунд спустя двигатель № 1 отключился, и пилоты начали готовиться к посадке на одном двигателе.
Пока пилоты пытались запустить двигатель № 1 и вели переговоры с Виннипегом, снова прозвучал акустический сигнал отказа двигателя, сопровождавшийся другим дополнительным звуковым сигналом — длинным ударным звуком «бом-м-м». Оба пилота услышали этот звук впервые, так как ранее при их работе на авиатренажёрах он не звучал. Это был сигнал «ОТКАЗ ВСЕХ ДВИГАТЕЛЕЙ» (у данного типа самолёта — двух). Самолёт остался без электроэнергии, и большинство табло приборов на панели погасло. К этому моменту самолёт уже снизился до 8500 метров, направляясь к Виннипегу.
Boeing 767 получает электричество от генераторов, приводимых в движение двигателями. Отключение обоих двигателей привело к обесточиванию электросистемы самолёта; в распоряжении пилотов остались только резервные приборы, автономно запитанные от бортового аккумулятора, в том числе и бортовая радиостанция. Ситуация усугублялась тем, что пилоты оказались без очень важного прибора — вариометра, измеряющего вертикальную скорость; кроме того, упало давление в гидросистеме, поскольку гидронасосы также приводились в движение двигателями. Автоматически выпустилась аварийная турбина, приводимая в действие набегающим потоком воздуха. Теоретически, генерируемого ею электричества должно быть достаточно для того, чтобы самолёт сохранил управляемость при посадке.

### Посадка в Гимли
Командир управлял самолётом, а второй пилот попытался отыскать в аварийной инструкции раздел о пилотировании самолёта без двигателей, но такого раздела не было. КВС имел опыт полёта на планёрах, вследствие чего он владел приёмами пилотирования, которые пилоты больших самолётов не используют. При снижении выдерживалась скорость 407 км/ч; по предположению пилотов, это была оптимальная скорость планирования. Второй пилот стал вычислять, долетят ли они до Виннипега. Он использовал показания резервного механического высотомера для определения высоты, а пройденное расстояние ему сообщал авиадиспетчер Виннипега, определяя его по перемещению отметки самолёта на радаре. Рейс 143 снизился на 1500 метров, пролетев 19 километров, то есть аэродинамическое качество составляло примерно 12. Диспетчер и второй пилот пришли к выводу, что высоты не хватит для планирования до Виннипега.
В итоге в качестве места посадки второй пилот выбрал авиабазу Гимли, на которой он раньше служил. Он не знал, что база к тому времени была закрыта, а взлётно-посадочная полоса № 32L, на которую они решили приземлиться, была переделана в трассу для автомобильных гонок, и посередине неё был поставлен разделительный барьер. В тот день там проводился «семейный праздник» местного автоклуба, на бывшей ВПП проводились гонки и было много людей. В начинающихся сумерках взлётная полоса была подсвечена огнями.
Аварийная турбина не обеспечивала достаточного давления в гидравлической системе для штатного выпуска шасси, поэтому пилоты попытались выпустить шасси аварийно. Основные стойки шасси (под обоими крыльями) выпустились нормально, а носовая стойка также выпустилась, но при этом не встала на замки.
Незадолго до посадки КВС понял, что имеется избыток высоты и скорости. Для того чтобы снизиться без увеличения скорости, он выполнил манёвр, нетипичный для больших самолётов — скольжение на крыло (пилот нажимает левую педаль и поворачивает штурвал вправо или наоборот, при этом самолёт быстро теряет скорость и высоту). Однако этот манёвр уменьшил скорость вращения аварийной турбины, и давление в гидросистеме управления упало ещё сильнее. Командир смог вывести лайнер из манёвра практически в последний момент.
Когда колёса шасси коснулись ВПП, КВС начал тормозить, покрышки перегрелись, аварийные клапаны выпустили из них воздух, незафиксировавшаяся стойка носового шасси сложилась, носовая часть лайнера коснулась бетона, гондола двигателя № 2 зацепила землю. Люди, находившиеся на полосе, успели покинуть её, и командиру не пришлось отворачивать самолёт. Лайнер остановился менее чем в 30 метрах от людей.
В носовой части самолёта начался небольшой пожар, и была отдана команда начать эвакуацию пассажиров. Из-за того, что хвостовая часть была поднята, наклон надувного трапа в заднем аварийном выходе был слишком большим; 10 пассажиров получили лёгкие травмы, но серьёзно никто не пострадал. Пожар вскоре был потушен силами автолюбителей с ручными огнетушителями.

### Дальнейшая судьба самолёта
Через 2 дня лайнер был отремонтирован на месте и смог улететь из Гимли. После дополнительного ремонта стоимостью около $ 1 000 000 самолёт был возвращён в эксплуатацию.
24 января 2008 года самолёт был отправлен на базу складирования в пустыне Мохаве. Примерно в ноябре 2017 года был порезан на металлолом.

## Расследование

### Обстоятельства
Информация о количестве авиатоплива в баках Boeing 767 вычисляется системой индикации количества топлива (англ. Fuel Quantity Indicator System, FQIS) и отображается на индикаторах в кабине. FQIS на данном самолёте представляла собой два канала, вычислявших количество авиатоплива независимо и сверявших результаты. Допускалась эксплуатация самолёта с только одним исправным каналом в случае отказа одного из них, однако в таком случае отображаемое количество должно было быть проверено поплавковым индикатором перед вылетом. В случае отказа обоих каналов количество топлива в кабине не отображалось и в итоге самолёт следовало признать неисправным и не выпускать в рейс.
После обнаружения неисправностей FQIS на других самолётах 767-й серии компания «Boeing» выпустила служебное сообщение о процедуре плановой проверки FQIS. Инженер в Эдмонтоне проводил эту процедуру после прибытия борта C-GAUN из Торонто за день до аварии. Во время этой проверки FQIS полностью отказала, и индикаторы количества топлива в кабине перестали работать. Ранее в том же месяце инженер сталкивался с такой же проблемой на том же самом самолёте; тогда он обнаружил, что отключение второго канала автоматом защиты восстанавливает работоспособность индикаторов количества авиатоплива, хотя теперь их показания основываются на данных только одного канала. Вследствие отсутствия запчастей инженер просто воспроизвёл найденное им ранее временное решение: отжал и пометил специальным ярлычком выключатель автомата защиты, отключив второй канал.
В день аварии самолёт летел из Эдмонтона в Монреаль с промежуточной посадкой в Оттаве. Перед взлётом инженер сообщил командиру экипажа о возникшей проблеме и указал, что количество топлива по показаниям системы FQIS должно быть проверено поплавковым индикатором. Но КВС неправильно понял инженера и счёл, что с этим дефектом самолёт уже летел вчера из Торонто. Полёт прошёл нормально, индикаторы количества топлива работали на данных одного канала.
В Монреале экипажи менялись, назад в Эдмонтон через Оттаву должны были лететь КВС Пирсон и второй пилот Кенталь. Сменяющийся пилот сообщил им о проблеме с FQIS, передав им своё заблуждение о том, что с этой проблемой самолёт летал и вчера. Кроме того, КВС Пирсон также неправильно понял своего предшественника: он счёл, что ему сообщили, что FQIS с того времени не работала вообще.
В процессе подготовки к полёту в Эдмонтон техник решил исследовать проблему с FQIS. Для проведения тестирования системы он включил второй канал FQIS — индикаторы в кабине перестали работать. В этот момент его позвали для проведения измерения количества топлива в баках поплавковым индикатором. Отвлёкшись, он забыл отключить второй канал, но метку с выключателя не убрал. Выключатель остался помеченным, и теперь было незаметно, что цепь замкнута. С этого момента FQIS совершенно не работала, и индикаторы в кабине не показывали ничего.
В журнале обслуживания самолёта велась запись всех действий. Там была запись: «Проверка — Индикаторы количества топлива не работают — автомат защиты второго канала зажат и помечен…» (англ. Service Chk — Found fuel qty ind black — Fuel qty #2 C/B pulled & tagged…). Разумеется, это отражало неисправность (индикаторы перестали показывать количество топлива) и выполненное действие (отключение второго канала FQIS), но то, что действие устраняло неисправность, ясно указано не было.
Войдя в кабину, КВС Пирсон увидел именно то, что ожидал: неработающие индикаторы количества топлива и помеченный выключатель. Он сверился со списком минимально необходимого оборудования (англ. Minimum Equipment List, MEL) и выяснил, что в таком состоянии самолёт не пригоден к вылету. Однако в то время Boeing 767, совершивший первый полёт лишь в сентябре 1981 года, был весьма новым самолётом. Борт C-GAUN был 47-м выпущенным Boeing 767; авиакомпания Air Canada получила его менее чем за 4 месяца до аварии. За это время в список минимально необходимого оборудования уже было внесено 55 исправлений, а некоторые страницы были всё ещё пусты, поскольку соответствующие процедуры ещё не были разработаны. Вследствие ненадёжности сведений списка в практику была внедрена процедура одобрения каждого полёта Boeing 767 техническим персоналом. Вдобавок к неправильному представлению о состоянии самолёта в предыдущих полётах, усиленному тем, что КВС Пирсон увидел в кабине своими глазами, у него был подписанный журнал обслуживания, разрешавший вылет — а на практике разрешение техников имело бо́льший приоритет, чем требования списка.

### Дозаправка
Авария рейса AC143 произошла в то время, когда Канада переходила на метрическую систему. В рамках этого перехода все Boeing 767, полученные авиакомпанией Air Canada, были первыми самолётами, использовавшими метрическую систему и работавшими с литрами и килограммами, а не с галлонами и фунтами; все прочие самолёты использовали прежнюю систему мер и весов. По вычислениям пилота, на полёт в Эдмонтон требовалось 22 300 килограммов топлива. Измерение поплавковым индикатором показало, что в баках самолёта находится 7682 литра авиатоплива. Для определения объёма топлива к дозаправке следовало перевести объём топлива в массу, вычесть результат из 22 300 и перевести ответ снова в литры. Согласно инструкциям Air Canada для самолётов других типов, это действие должен был выполнять бортинженер, но в составе экипажа Boeing 767 его не было — самолёт-представитель нового поколения управлялся только двумя пилотами, а должностные инструкции Air Canada никому не делегировали ответственность за эту задачу.
Плотность авиационного топлива зависит от температуры. В данном случае масса литра топлива составляла 0,803 килограмма, то есть верное вычисление выглядит так:
7682 литра × 0,803 кг/л = 6169 килограммов
22 300 килограммов — 6169 кг = 16 131 килограмм
16 131 килограмм ÷ 0,803 кг/л = 20 089 литров
Наземная команда приняла неправильный переводной коэффициент 1,77 — массу литра авиатоплива в фунтах. Эта ошибка осталась незамеченной экипажем рейса 143. Принятый коэффициент был записан в справочнике заправщика и ранее всегда использовался на самолётах Air Canada, использовавших британскую имперскую систему мер. Поэтому вычисления были таковы:
7682 литра × 1,77 «кг»/л = 13 597 «килограммов»
22 300 килограммов — 13 597 «кг» = 8703 килограмма
8703 килограмма ÷ 1,77 «кг»/л = 4916 литров
Вместо необходимых 20 089 литров (что соответствовало бы 16 131 килограмму) топлива в баки поступило 4916 литров (3948 килограммов), то есть в четыре с лишним раза меньше необходимого. С учётом имевшегося на борту топлива, его количества хватало на 40-45 % пути. Поскольку FQIS не работала, командир проверил расчёт, но использовал тот же самый коэффициент и в итоге получил тот же самый неверный результат.
Компьютер управления полётом (КУП) измеряет расход топлива, позволяя экипажу следить за количеством сожжённого в полёте топлива. В обычных условиях КУП получает данные из FQIS, но в случае отказа FQIS начальное значение может быть введено вручную. КВС был уверен, что на борту 22 300 килограммов топлива, и ввёл именно это число.
Поскольку КУП сбрасывался во время остановки в Оттаве, КВС снова провёл измерение количества топлива в баках поплавковым индикатором. При пересчёте литров в килограммы снова был использован неверный коэффициент. Экипаж считал, что в баках 20 400 килограммов авиатоплива, в то время как на самом деле его по-прежнему было меньше половины необходимого количества.

## Культурные аспекты
- Авария рейса 143 Air Canada показана в 5-м сезоне канадского документального телесериала Расследования авиакатастроф в серии Роковое приземление[7].
- Также авария рейса 143 легла в основу сюжета американского телефильма «Падающие с неба: Рейс 174[англ.]» (1995).